# Президентская библиотека Рональда Рейгана

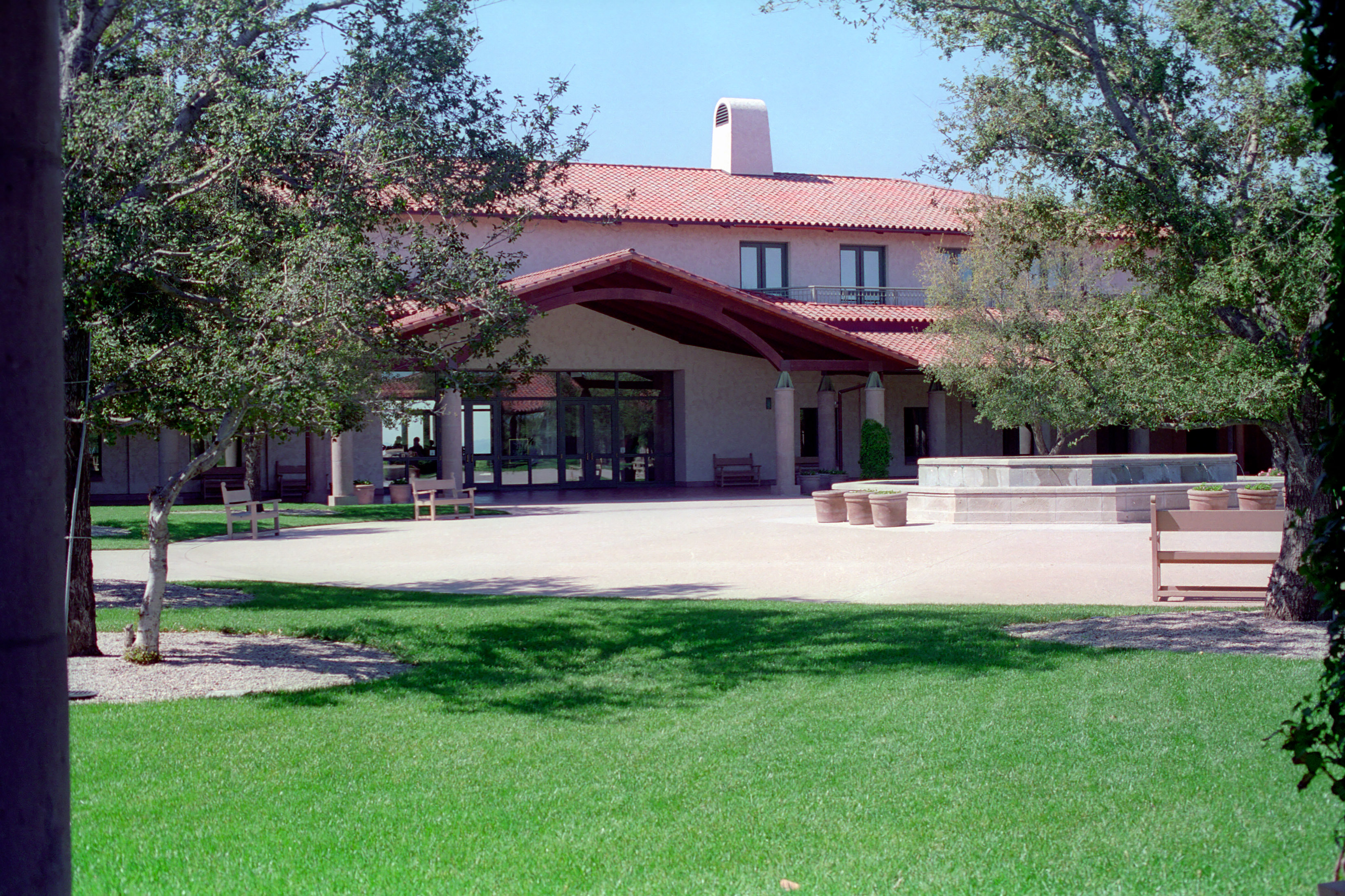
Courtyard view of the Reagan Library

Президентская библиотека Рональда Рейгана — это президентская библиотека и место захоронения Рональда Рейгана, 40-го президента США. Спроектированная Хью Стаббинсом, библиотека расположена в штате Калифорния в городе Сими-Валли, примерно в 64 км к северо-западу от центра Лос-Анджелеса. Библиотека Рейгана — самая большая из тринадцати федеральных президентских библиотек. Шоссе, на котором располагается библиотека, названо в честь 40-го президента США.

## Строительство и открытие
Изначально Библиотеку Рейгана планировали построить в Стэнфордском университете. Разрешение на строительство было получено в 1984 году. Позднее, в 1987 году, было принято решение о переносе строительства библиотеки в город Сими-Валли. Строительство началось в 1988 году. Открытие состоялось 4 ноября 1991 года. Впервые в истории Соединённых Штатов Америки 5 президентов США собрались в одном месте. Среди них были: Ричард Никсон, Джеральд Форд, Джимми Картер, Рональд Рейган и Джордж Буш старший. Так же на открытии присутствовали первые леди: «Леди Берд» Джонсон, Пэт Никсон, Бетти Форд, Розалин Картер, Нэнси Рейган и Барбара Буш. На открытии не присутствовала только бывшая первая леди Жаклин Кеннеди Онассис.

## Инфраструктура
На момент открытия библиотека Рейгана была самой большой из всех президентских библиотек. Её площадь составляет примерно 14200 м2. Первое место она удерживала до 18 ноября 2004 когда была открыт Президентский центр Клинтона и парк в городе Литл-Рок, штат Арканзас.
С открытием павильона Борта номер один площадью 8400 м2 в октябре 2005 года библиотека имени Рейгана вновь стала самой большой по площади. Тем не менее, библиотека Клинтона осталась самой большой по числу хранящихся там материалов (документов, фотографий и т. д.). Как и другие президентские библиотеки со времён Франклина Рузвельта, библиотека Рейгана была построена на частные пожертвования в сумме 60 миллионов долларов. Основными спонсорами стали Вальтер Анненберг, Лев Вассерман, Лодврик Кук, Джо Олбриттон, Руперт Мердок, Ричард Силлс, Джон МакГоверн. В 2007 году библиотеку Рейгана посетило свыше 305 тысяч человека, что делает её второй по посещаемости библиотекой после библиотеки Линкольна, которую посетили свыше 440 тысяч человек за 2006 год.
Президентская библиотека Рейгана находится в ведении Национального управления архивов и документации и является хранилищем записей для президентской администрации Рейгана. Фонд включает 50 млн страниц президентских документов, более 1,6 миллионов фотографий, полтора миллиона футов киноплёнки и десятки тысяч аудио- и видеокассет. В библиотеке также находятся личные документы Рейгана, начиная того времени, когда он занимал пост губернатора Калифорнии.

## Выставки
Постоянная экспозиция охватывает всю жизнь президента Рейгана, начиная с его детства в городе Диксон штата Иллинойс, охватывает его карьеру в кино и военную службу, брак с Нэнси Рейган и политическую карьеру. На выставке «Citizen Governor» представлена речь Рейгана «A Time for Choosing», которая отображает его восьмилетний срок на посту губернатора. Выставка включает в себя Форд Мустанг 1965 года выпуска, использовавшийся Рейганом во время первой губернаторской кампании, инаугурационный костюм, а также стол, за которым он работал на посту губернатора. Выставка содержит информацию о президентских компаниях 1980 и 1984 годов, материалы относящиеся к покушения 1981 года. Как и другие президентские библиотеки, в библиотеке Рейгана находится копия овального кабинета в масштабе один к одному. Другая часть выставки посвящена ранчо Рейгана, президентской резиденции Кэмп-Дэвид, жизни в Белом доме и первой леди Нэнси Рейган.

### Пропажа экспонатов
8 ноября 2007 года официальные лица национального архива библиотеки Рейгана сообщили недостаче экспонатов. Около 80000 экспонатов было украдено или затерялось в стенах огромного музейного комплекса. Музейная охрана не справлялась со своими обязанностями, что делало экспонаты уязвимыми для кражи. Многие президентские библиотеки испытывали нехватку финансовых средств. Отдел национального архива, отвечающий за библиотеку Рейгана имел самые серьёзные проблемы с библиотечным фондом. Библиотека начала масштабный проект инвентаризации.

## Павильон Борта номер один
Выставочный ангар площадью 8400 м2 служит местом для постоянной выставки самолётов Боинг-707, использовавшихся в качестве Борта номер один во время президентства Рейгана. Самолёт SAM 27000 также был использован шестью другими президентами в период с 1973 по 2001 годы, включая Ричарда Никсона, Джеральда Форда, Джимми Картера, Джорджа Буша старшего, Билла Клинтона и Джорджа Буша младшего. В 1990 году он стал резервным самолётом после того, как ему на смену пришёл Боинг 747. Боинг-707 был отправлен на пенсию в 2001 году. Самолёт был доставлен в международный аэропорт Сан-Бернардино в сентябре 2001 года, где он был передан Фонду Рейгана. Производитель самолёта Boeing транспортировал самолёт в библиотеку по частям. После возведения павильона самолёт вновь собрали в качестве музейного экспоната и поставили на пьедестал высотой 7,6 м.
Павильон был открыт 24 октября 2005 года президентом США Джорджем Бушем, первой леди Лорой Буш и Нэнси Рейган. SAM 27000 является частью выставки, где представлены средства передвижения, которыми пользовался Рейган. Выставка включает в себя вертолёт Sikorsky VH-3 Sea King, с позывным Marine One, президентский лимузин, полицейскую машину Лос-Анджелеса (а также два полицейских мотоцикла 1980-х годов), транспортное средство секретной службы, используемое в одном из кортежей президента Рейгана в Лос-Анджелесе.
На выставке также представлены экспонаты, рассказывающие о холодной войне и многочисленных путешествиях Рейгана на борту Air Force One. 9 июня 2008 года министр образования Маргарет Спеллинг вместе с Нэнси Рейган открыли Рейгана выставку, расположенную в павильоне Борта номер один. Центр представляет собой интерактивную выставку, в которой дети с пятого по восьмой класс участвуют в ролевых играх, основанных на событиях периода президентства Рейгана. Павильон несколько раз был использован в качестве места проведения телевизионных дебатов Республиканской партии.

## Центр по связям с общественностью
Библиотека Рейгана была местом проведения большого количества мероприятий, включая похороны Рональда Рейгана в июне 2004 года, первые предвыборные республиканские дебаты кандидатов в президенты в 2008. 23 мая 2007 года госсекретарь Кондолиза Райс и министр иностранных дел Австралии Александер Даунер провели пресс-конференцию. 17 июля 2007 года Рональд Рейган получил высшую награду Польши, орден Белого Орла. Президент Польши Лех Качиньский вручил орден миссис Рейган.

### Похороны Рональда Рейгана
После смерти тело Рейгана было перевезено в библиотеку Рейгана 7 июня 2004 года. Много людей выстроились вдоль улиц, чтобы проводить в последний путь своего президента. Панихида состоялась в библиотеке. В ней участвовали Нэнси Рейган, дети Рейгана, близкие родственники и друзья. С 7 по 9 июня тело Рейгана лежало в фойе библиотеки. Пришли проститься с президентом пришли 105000 человек.
Затем тело перевезли в Вашингтон, округ Колумбия, где состоялись прощание в ротонде Капитолия и национальная панихида в Вашингтонском национальном соборе, после чего гроб с телом Рейгана был возвращён в библиотеку в Калифорнии для погребения. В план строительства библиотеки были включены могилы для возможного захоронения Рейгана и его жены. Рано утром 12 июня 2004 Рейган был похоронен в подземном хранилище.